# Witrandmollisia
De witrandmollisia (Mollisia ligni) is een schimmel behorend tot de familie Mollisiaceae. Hij leeft saprotroof op dode takken en stukjes hout. Meestal kaal hout van diverse loofbomen.

## Vruchtlichamen
De vruchtlichamen zijn volgens Ellis & Ellis (1997) in het veld te herkennen aan de wijze van krimpen bij droogte. De rand vouwt namelijk in drie delen naar binnen. De buitenkant is donkerbruin en de uiterste rand is bleek. Het heeft geen kleurreactie in KOH. De haren op de buitenzijde zijn bruin, 2-4 cellig en meten 21-60 × 6-7 μm.
De asci zijn 8-sporig, hebben geen kleurreactie met jodium en meten 41-52 × 5-6 μm. De ascosporen zijn iets gekromd. De sporenmaat is:
- 6-10 × 1,5-2 μm (Ecologische Atlas van Paddenstoelen in Drenthe)
- 6-10 × 1,5-3 μm met een paar oliedruppels (Fungi of Temperate Europe)

## Verspreiding
De witrandmollisia komt voor in Europa en Noord-Amerika. In Nederland komt de soort vrij zeldzaam voor.